# Міхненко Віктор Васильович
Міхненко Віктор Васильович (10 жовтня 1955, м. Коростишів) — громадський діяч, спортсмен.

## Біографічні відомості
Народився 10 жовтня 1955 року в м. Коростишеві Житомирської області.
У 1972 році закінчив Коростишівську середню школу № 3.
У 1972–1973 рр. працював токарем на ремонтному заводі.
У 1977 році закінчив із відзнакою факультет фізвиховання Вінницького державного педагогічного інституту. Після цього до 1984 року працював вчителем в Соловіївській, а затим в Брусилівській середніх школах.
В 1984 році переїхав до Радомишля, де працював вчителем фізвиховання у СШ № 1, СШ № 3 та тренером у дитячо-юнацькій спортивній школі до 2002 року. Був переможцем районного конкурсу «Вчитель року». Нагороджений знаком «Відмінник народної освіти».
У 2002–2014 рр. працював начальником виробництва товарів медичного призначення.
Обирався депутатом Радомишльської міської та районної рад. Був активним учасником Помаранчевої революції та Революції гідності.
У лютому 2014 р. обраний головою Радомишльської районної ради. З 13 листопада 2015 р. - заступник голови Радомишльської районної ради.
Є членом ветеранської збірної команди України з гирьового спорту, дворазовий чемпіон світу, чемпіон Європи з гирьового спорту серед ветеранів.